# Pablo Milicua
Pablo Milicua (Bilbao, 28 de junio de 1960) es un pintor, escultor y escritor español, especialmente conocido por sus collages y esculturas de mosaico y acumulación. Ha realizado instalaciones, dirigido exposiciones y escrito numerosos textos sobre arte.

## Biografía
Pablo Milicua nació en Bilbao, nieto del anticuario Florencio Milicua y sobrino del historiador José Milicua. Sus primeras influencias como artista adolescente fueron Salvador Dalí, el pop art y el cómic. Estudia Bellas Artes en la Universidad del País Vasco, donde se licencia en 1984 por la especialidad de pintura. En 1985 realiza su primera exposición individual la en la galería Windsor Kulturgintza de Bilbao.
A finales de los 80 se traslada a Vitoria y comienza a trabajar en el campo de la escultura, destacándose en su trabajo de acumulación y mosaico de objetos. Colabora como dibujante de cómic en la revista TMEO y como crítico de arte en el periódico El Correo.
En 1994 obtiene la beca de la Academia Española de Arqueología y Bellas Artes en Roma, realizando un trabajo de arqueología simbólica.
Fue director de la sala de exposiciones Casa Ubu en Vitoria. En 1998 organizó la exposición Mutantes del Paraíso para la Sala Amárica del Museo de Bellas Artes de Vitoria.
En 2003 se traslada a Barcelona. Entra en contacto con Fernando Latorre en cuya galería de Madrid expondrá habitualmente. Escribe textos para catálogos de artistas amigos como Yolanda Tabanera, Carlos Pazos y muchos otros. Comienza la serie de los collages.
En 2011 realiza en Barcelona las exposiciones Piranesi-Milicua donde los collages de Milicua son confrontados a los grabados de Giambattista Piranesi en la galería Artur Ramón Anticuaris y Amor al Arte en la Galería Alegría. Ese mismo año se traslada a Madrid. En Bilbao expone El Museo Efímero de Bilbao, una instalación realizada con la colaboración de más de veinte artistas y abundante material de colección y documentación sobre su ciudad natal.

## Obra
La obra de Pablo Milicua parte de una labor de recolección y archivo de materiales significativos, que después son reordenados en estructuras narrativas mediante técnicas de ensamblaje y collage, en un proceso de destrucción y creación.  Estas estrategias son utilizadas tanto en sus esculturas de mosaico y acumulación, como en sus instalaciones, en sus cuadros-collages o en las exposiciones que dirige como comisario, en las que utiliza las obras de los artistas participantes como si fueran las piezas con las que compone sus collages y sus esculturas. 
Milicua partió de la pintura para ir incorporando elementos objetuales, lo que desembocó en un uso del mosaico de elementos fragmentarios, a menudo de objetos de estética kitsch, especialmente cerámicas, con las que recubre objetos, como el Motorino (museo Artium, Vitoria) o su extensa y conocida serie de Ositos.
Sus instalaciones hacen referencia a las ideas de paisaje, viaje y souvenir (Paysage Caché, Galería Aphone, Ginebra, 1992, Souvenirs d’un artiste paysagiste, Collioure ,2007) y de territorio y recorrido vital (Más allá del Fin del Mundo, Amárica, Vitoria, 2000, Un largo Paseo, San Fernando de Henares, 2008). También ha hecho montajes al aire libre y en edificios abandonados en Roma, Mánchester, Arija y Brooklyn.
El artista es conocido especialmente por sus meticulosos collages de gran formato que representan paisajes imaginarios compuestos a partir de fotografías en blanco y negro extraídas principalmente de revistas y publicaciones de los 50 y 60.  En estos collages, que entroncan con la tradición pictórica y paisajista de Brueghel o El Bosco, Milicua mezcla imágenes arquitectónicas y naturales a partir de fragmentos minúsculos, creando una ilusión fotográfica de ambiente surreal.
Como comisario y crítico de arte, Milicua utiliza su enfoque narrativo y estética combinatoria para la presentación de obras y artistas desde criterios de afinidad. Las exposiciones que ha dirigido mantienen el carácter de instalaciones similares a cámaras de maravillas donde la obra de los diferentes artistas participantes son puestas en una interrelación escenográfica.